# سرخیو گارسیا (بازیکن فوتبال زاده ۱۹۸۹)
سرخیو گارسیا (انگلیسی: Sergio García؛ زادهٔ ۸ اوت ۱۹۸۹) بازیکن فوتبال اهل اسپانیا است.
از باشگاه‌هایی که در آن بازی کرده‌است می‌توان به باشگاه فوتبال رئال وایادولید، باشگاه فوتبال رئال اویدو، و باشگاه فوتبال زامورا اشاره کرد.
وی همچنین در تیم ملی فوتبال زیر ۱۹ سال اسپانیا بازی کرده‌است.